# Ô nhiễm không khí

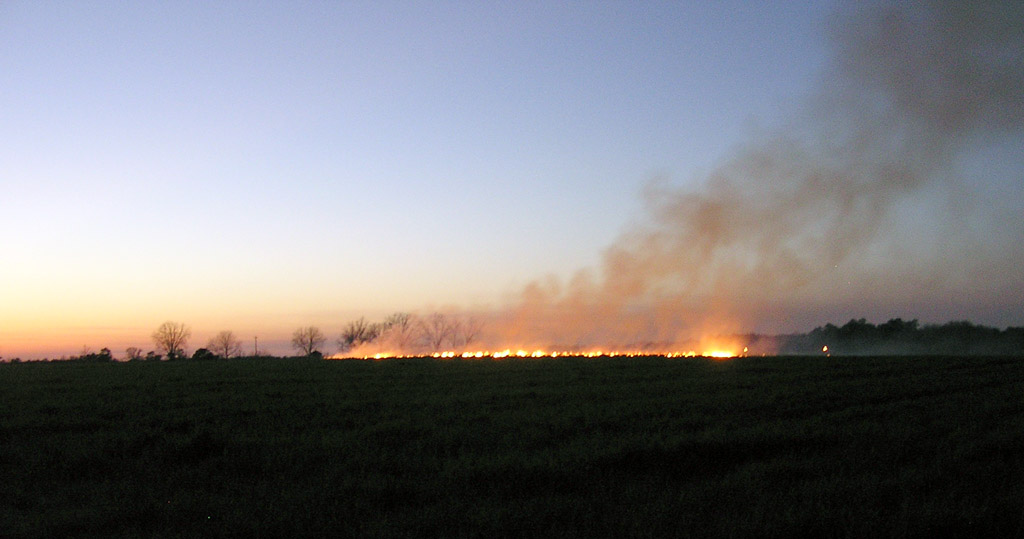
Một vụ cháy rừng ở bang Georgia, Mỹ. Cháy rừng là một trong những nguyên nhân chủ yếu gây ra ô nhiễm không khí.

Ô nhiễm không khí là sự thay đổi lớn trong thành phần của không khí, chủ yếu do khói, bụi, hơi hoặc các khí lạ được đưa vào không khí, có sự tỏa mùi, làm giảm tầm nhìn xa, gây biến đổi khí hậu, gây bệnh cho con người và cũng có thể gây hại cho sinh vật khác như động vật và cây lương thực, nó có thể làm hỏng môi trường tự nhiên hoặc xây dựng. Hoạt động của con người và các quá trình tự nhiên có thể gây ra ô nhiễm không khí.
Ô nhiễm không khí trong nhà và chất lượng không khí đô thị kém được liệt kê là hai trong số các vấn đề ô nhiễm độc hại tồi tệ nhất trên thế giới theo báo cáo của Viện Công nghiệp Blacksmith Institute vào năm 2008.
Ô nhiễm không khí khiến hơn 3 triệu người chết sớm mỗi năm, nó đe dọa gần như toàn bộ cư dân thành phố lớn tại những nước đang phát triển. Theo đài Fox News, 80% các thành phố trên thế giới không đáp ứng được tiêu chuẩn của Tổ chức Y tế Thế giới (WHO) về chất lượng không khí, trong đó chủ yếu tập trung ở các nước nghèo. WHO cho biết mức độ ô nhiễm không khí đô thị toàn cầu đã tăng 8% bất chấp những cải thiện ở một số vùng. Điều này dẫn đến nguy cơ đột quỵ, bệnh tim mạch, ung thư phổi cùng hàng loạt vấn đề về đường hô hấp.

## Tác nhân gây ô nhiễm
Một chất gây ô nhiễm không khí là một chất trong không khí có thể gây hại cho con người và hệ sinh thái. Chất này có thể là các hạt rắn, giọt chất lỏng, hoặc khí. Chất gây ô nhiễm có thể có nguồn gốc tự nhiên hoặc do con người tạo ra. Chất gây ô nhiễm được phân loại sơ cấp và thứ cấp. Các chất gây ô nhiễm sơ cấp thường được phát thải từ quá trình chẳng hạn như tro từ phun trào núi lửa, từ các hoạt động sản xuất.
Các ví dụ khác bao gồm khí carbon monoxide từ khí thải động cơ, hoặc sulfur dioxide thải ra từ các nhà máy. Các chất gây ô nhiễm thứ cấp không phát ra trực tiếp. Thay vào đó, chúng hình thành trong không khí khi các chất ô nhiễm sơ cấp phản ứng hoặc tương tác với các thành phần môi trường. Ozon tầng mặt đất là một ví dụ nổi bật của một chất gây ô nhiễm thứ cấp. Một số chất ô nhiễm có thể là cả sơ cấp và thứ cấp: chúng được thải trực tiếp và tạo thành từ các chất ô nhiễm chính khác.
Các chất ô nhiễm phát thải vào trong không khí do hoạt động của con người bao gồm:
- Carbon dioxide (CO2) - Nó có vai trò như là một khí gây hiệu ứng nhà kính hàng đầu, được mô tả như là "chất gây ô nhiễm hàng đầu"[3] và "ô nhiễm khí hậu tồi tệ nhất".[4] Cacbon dioxide là một thành phần tự nhiên của khí quyển, cần thiết cho đời sống thực vật và được thải ra bởi hệ thống hô hấp của con người.[5] CO2 hiện chiếm khoảng  405 phần triệu (ppm) khí quyển Trái Đất, so với khoảng 280 ppm trong thời kỳ tiền công nghiệp,[6] và hàng tỷ tấn CO2 được phát thải hàng năm bằng việc đốt các nhiên liệu hóa thạch.[7] Hiện nay nồng độ CO2 trong khí quyển của Trái Đất ngày một tăng.[8]
- Sulfur oxide (SOx) - đặc biệt sulfur dioxide, một hợp chất hóa học có công thức SO2. SO2 được tạo ra bởi các núi lửa và trong các quy trình sản xuất công nghiệp khác nhau. Than và dầu mỏ thường chứa các hợp chất lưu huỳnh, và sự đốt cháy của chúng tạo ra sulfur dioxide. Quá trình oxy hóa SO2, thường ở sự hiện diện của một chất xúc tác như NO2, hình thành H2SO4, và do đó mưa acid. Đây là một trong những nguyên nhân gây ra mối quan ngại về tác động môi trường của việc sử dụng các nhiên liệu này làm nguồn năng lượng.
- Oxide nitơ (NOx) - Các oxide nitơ bị thải ra khỏi quá trình đốt cháy nhiệt độ cao và cũng được sản sinh trong các cơn dông do sự phóng điện. Đặc biệt là nitơ dioxide, một hợp chất hóa học có công thức NO2. Nó là một trong vài oxide nitơ. Một trong những chất gây ô nhiễm không khí nổi bật nhất, chất khí độc màu nâu đỏ này có mùi đặc trưng.
- Carbon monoxide (CO) - CO là một loại khí không màu, không mùi, độc nhưng không gây kích thích. Nó là sản phẩm của sự đốt cháy không đầy đủ của nhiên liệu như khí tự nhiên, than đá hoặc gỗ. Khói xả từ các phương tiện giao thông là một nguồn chính của carbon monoxide.
- Hợp chất hữu cơ dễ bay hơi (VOC) - VOCs là một chất gây ô nhiễm không khí ngoài trời. Chúng được phân loại là methan (CH4) hoặc không phải là methan (NMVOCs). Methane là một khí nhà kính góp phần làm tăng sự ấm lên toàn cầu. Các VOCs hydrocarbon khác cũng là các khí nhà kính quan trọng vì vai trò của chúng trong việc tạo ra ozon và kéo dài tuổi thọ Methane, tùy thuộc vào chất lượng không khí địa phương. Các benzen thơm, toluene và xylene được nghi ngờ có chất gây ung thư và có thể dẫn đến bệnh bạch cầu với tiếp xúc kéo dài. 1, 3-butadiyne là một hợp chất nguy hiểm khác thường liên quan đến việc sử dụng trong công nghiệp.
- Các hạt mịn (PM), là các hạt rắn rất nhỏ ở dạng rắn hoặc lỏng lơ lửng dạng khí. Khác biệt với các sol khí là sự kết hợp các hạt mịn và khí. Một số dạng hạt xuất hiện trong tự nhiên có nguồn gốc từ núi lửa, bão bụi cháy rừng, thực vật sống và hơi nước biển. Các hoạt động của con người như đốt nhiên liệu hóa thạch trong các động cơ, các nhà máy nhiệt điện và các hoạt động công nghiệp khác cũng tạo ra một lượng đáng kể các sol khí. Trên quy mô toàn cầu, các chất từ nguồn này hiện chiếm khoảng 10% trong bầu khí quyển Trái Đất. Sự gia tăng các hạt mịn trong không khí có mối liên hệ với các tai biến sức khỏe như bệnh tim,[9][10] thay đổi chức năng phổ và ung thư phổi.
- Các kim loại độc như chì và thủy ngân, đặc biệt là các hợp chất của chúng.
- Chlorofluorocarbons (CFCs) - có hại cho tầng ozon; Các khí thải ra từ máy điều hòa không khí, tủ lạnh, bình xịt aerosol... Khi phát tán vào không khí, CFCs tăng lên tầng bình lưu. Ở đây chúng tiếp xúc với các loại khí khác và làm hỏng tầng ozon. Điều này cho phép các tia cực tím có hại đến được bề mặt Trái Đất. Điều này có thể dẫn đến ung thư da, bệnh về mắt và thậm chí có thể gây hại cho cây trồng.
- Amonia (NH3) - phát ra từ quá trình sản xuất nông nghiệp. Amonia là một hợp chất có công thức NH3. Nó thường gặp phải như một loại khí có mùi đặc trưng. Amonia đóng góp đáng kể vào nhu cầu dinh dưỡng của các sinh vật trên cạn bằng cách làm tiền thân cho thực phẩm và phân bón. Amonia, trực tiếp hoặc gián tiếp, cũng là một khối xây dựng cho việc tổng hợp nhiều dược phẩm. Mặc dù sử dụng rộng rãi nhưng  Amonia lại có tính ăn mòn và độc hại. Trong khí quyển, amonia phản ứng với oxide nitơ và lưu huỳnh để tạo thành các hạt thứ sinh.
- Mùi - chẳng hạn như rác thải, nước thải và quy trình công nghiệp
- Chất phóng xạ - được tạo ra bởi các vụ nổ hạt nhân, chiến tranh, và các quá trình tự nhiên như phân rã phóng xạ của radon.

Các chất gây ô nhiễm thứ cấp gồm:
- Hàm lượng được tạo ra từ các chất ô nhiễm chính và các hợp chất trong khói quang hóa. Sương khói là một loại ô nhiễm không khí. Sương khói cổ điển là kết quả của lượng than đốt lớn trong một khu vực do hỗn hợp khói và lưu huỳnh dioxide. Khói hiện đại thường không đến từ than nhưng từ khí thải xe cộ và công nghiệp đang được hoạt động trên trong khí quyển bởi tia cực tím ánh sáng từ mặt trời để tạo thành các chất ô nhiễm thứ cấp cũng kết hợp với lượng khí thải chủ yếu để tạo thành sương khói quang hóa.
- Ozone tầng mặt (O3) được hình thành từ NOx và VOCs. Ozone (O3) là thành phần quan trọng của tầng đối lưu. Nó cũng là một thành phần quan trọng của một số khu vực của tầng bình lưu được biết đến như là tầng ôzôn. Các phản ứng quang hóa và hóa học dẫn tới quá trình hóa học xảy ra trong bầu khí quyển vào ban ngày và ban đêm. Ở nồng độ cao bất thường do các hoạt động của con người gây ra (chủ yếu là sự đốt cháy nhiên liệu hóa thạch), nó là một chất gây ô nhiễm, và là thành phần của sương khói.
- Peroxyacetyl nitrat (C2H3NO5) - hình thành tương tự từ NOx và VOCs.

## Các hoạt động gây ô nhiễm

### Tự nhiên
- Bụi từ nguồn tự nhiên, thường là diện tích đất lớn có ít hoặc không có thảm thực vật
- Methane, được thải ra bởi quá trình tiêu hóa thức ăn của động vật như gia súc.
- Khí radon từ sự phân rã phóng xạ trong lớp vỏ Trái Đất. Radon là một loại khí không độc, không mùi, tự nhiên, phóng xạ tự nhiên hình thành từ sự phân rã của radium. Nó được xem là mối nguy hiểm cho sức khoẻ. Radon từ các nguồn tự nhiên có thể tích lũy trong các tòa nhà, đặc biệt là trong khu vực kín như tầng hầm và nó là nguyên nhân thường gặp nhất thứ hai của ung thư phổi, sau hút thuốc.
- Khói và carbon monoxide từ cháy rừng.
- Thực vật, ở một số vùng, thải ra một lượng đáng kể các hợp chất hữu cơ dễ bay hơi (VOCs) trong những ngày ấm áp hơn. Các VOC này phản ứng với các chất gây ô nhiễm chủ yếu do con người - NOx, SO2 và các hợp chất cacbon hữu cơ anthropogenic - để tạo ra một đám mây mờ theo mùa của các chất ô nhiễm thứ cấp. Kẹo cao su đen, cây dương, cây sồi và cây liễu là một số ví dụ về thực vật có thể tạo ra lượng VOCs phong phú. Sản lượng VOC từ những loài này dẫn đến mức ozon cao gấp 8 lần so với các loài cây có ảnh hưởng thấp.
- Hoạt động núi lửa, tạo ra lưu huỳnh, clo và tro bụi.

### Công nghiệp
- Nguồn cố định bao gồm các ngăn khói của các nhà máy điện, các cơ sở sản xuất (lò) và lò đốt chất thải, cũng như lò nung và các loại thiết bị sưởi ấm nhiên liệu khác. Ở các nước đang phát triển và các nước nghèo, đốt sinh học truyền thống là nguồn gây ô nhiễm không khí chính; Sinh khối truyền thống bao gồm gỗ, chất thải cây trồng và phân.
- Nguồn di động bao gồm xe cơ giới, tàu biển và máy bay.
- Hơi khói từ sơn, hơi xịt và các dung môi khác
- Chất thải lắng đọng trong các bãi chôn lấp, tạo khí methane. Methane rất dễ cháy và có thể tạo thành các hỗn hợp nổ với không khí. Methane cũng là một chứng ngạt và có thể di chuyển oxy trong một không gian kín. Ngạt thở hoặc nghẹt thở có thể xảy ra nếu nồng độ oxy giảm xuống dưới 19,5% do sự dịch chuyển.
- Tài nguyên quân sự, chẳng hạn như, vũ khí hạt nhân, khí độc, chiến tranh hóa học và tên lửa.

Đây là nguồn gây ô nhiễm lớn nhất của con người. Các quá trình gây ô nhiễm là quá trình đốt các nhiên liệu hóa thạch: than, dầu, khí đốt tạo ra: CO2, CO, SO2, NOx, các chất hữu cơ chưa cháy hết: muội than, bụi, quá trình thất thoát, rò rỉ trên dây chuyền công nghệ, các quá trình vận chuyển các hóa chất bay hơi, bụi.
Đặc điểm: nguồn công nghiệp có nồng độ chất độc hại cao, thường tập trung trong một không gian nhỏ. Tùy thuộc vào quy trình công nghệ, quy mô sản xuất và nhiên liệu sử dụng thì lượng chất độc hại và loại chất độc hại sẽ khác nhau.

### Giao thông vận tải
Đây là nguồn gây ô nhiễm lớn đối với không khí đặc biệt ở khu đô thị và khu đông dân cư. Các quá trình tạo ra các khí gây ô nhiễm là quá trình đốt nhiên liệu động cơ: CO, CO2, SO2, NOx, Pb, CH4 Các bụi đất đá cuốn theo trong quá trình di chuyển. Nếu xét trên từng phương tiện thì nồng độ ô nhiễm tương đối nhỏ nhưng nếu mật độ giao thông lớn và quy hoạch địa hình, đường sá không tốt thì sẽ gây ô nhiễm nặng cho hai bên đường.

### Sinh hoạt
Là nguồn gây ô nhiễm tương đối nhỏ, chủ yếu là các hoạt động đun nấu sử dụng nhiên liệu nhưng đặc biệt gây ô nhiễm cục bộ trong một hộ gia đình hoặc vài hộ xung quanh. Tác nhân gây ô nhiễm chủ yếu: CO, bụi, khí thải từ máy móc gia dụng, xe cộ...

## Chất lượng không khí trong nhà (IAQ)

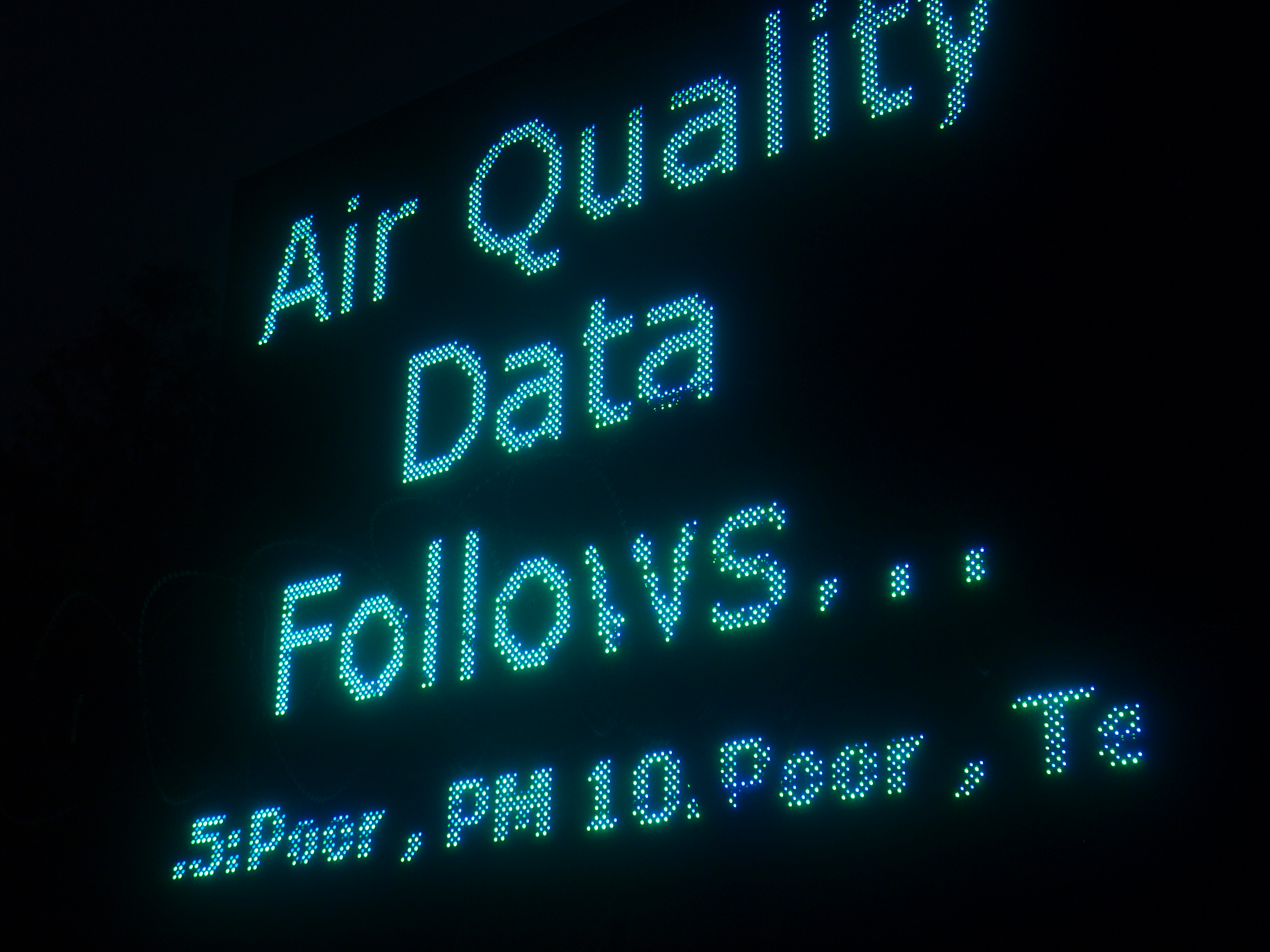
Giám sát chất lượng không khí, New Delhi, India.

Radon (Rn), một chất gây ung thư, được tràn ra từ Trái Đất ở một số vị trí nhất định và bị mắc kẹt bên trong nhà.Vật liệu xây dựng bao gồm thảm và ván ép phát ra khí formaldehyde (H2CO). Sơn và dung môi cho ra (VOCs) khi chúng khô. Sơn chì có thể thoái hóa thành bụi và hít phải.Không khí ô nhiễm có thể sử dụng làm mát không khí, và các mặt hàng thơm khác. Lò sưởi có thể thêm một lượng đáng kể các hạt khói vào không khí, bên trong và bên ngoài. tử vong ô nhiễm trong nhà có thể có thể thêm một lượng đáng kể các hạt khói vào không khí, bên trong và bên ngoài. Tử vong do ô nhiễm không khí trong nhà có thể là do sử dụng thuốc trừ sâu và thuốc xịt hóa học khác trong nhà mà không thông gió thích hợp.
Ngộ độc carbon monoxide và tử vong thường do các lỗ thông hơi và ống khói bị khiếm khuyết, hoặc do đốt than trong nhà hoặc trong một không gian hạn chế, chẳng hạn như một cái lều. Ngộ độc khí cacbon mãn tính có thể xảy ra ngay cả từ những ánh sáng đèn điều khiển kém. Bẫy được xây dựng trong tất cả các ống nước trong nhà để giữ cho cống rãnh và hydrogen sulfide, ra khỏi nội thất. Quần áo phát ra tetraclo, hoặc các chất tẩy rửa khác, vài ngày sau khi giặt.
Mặc dù việc sử dụng amiăng ở nhiều nước đã bị cấm ở nhiều nước nhưng việc sử dụng amiăng rộng rãi trong môi trường công nghiệp và trong nước đã khiến một chất liệu rất nguy hiểm ở nhiều địa phương. Bệnh bụi phổi amiăng là một chứng bệnh viêm mãn tính gây ảnh hưởng đến mô của phổi. Nó xảy ra sau khi tiếp xúc nhiều lâu với chất amiăng từ vật liệu có chứa amiăng trong cấu trúc. Những người bị bệnh khó thở nặng (khó thở) và có nguy cơ gia tăng về một số loại ung thư phổi khác nhau. Vì những giải thích rõ ràng không phải lúc nào cũng nhấn mạnh trong các tài liệu phi kỹ thuật, nên cẩn thận để phân biệt giữa một số dạng bệnh có liên quan. Theo Tổ chức Y tế Thế giới (WHO), những điều này có thể được định nghĩa là: bụi phổi amiăng, ung thư phổi và (thường là một dạng ung thư rất hiếm gặp, khi phổ biến rộng rãi nó gần như luôn luôn liên quan đến tiếp xúc lâu dài với amiăng).
Sinh học các nguồn ô nhiễm không khí cũng được tìm thấy trong nhà, như khí và các hạt bụi trong không khí. Vật nuôi tạo ra lông, người sản xuất bụi từ mảnh phút da và tóc bị phân hủy, mạt bụi và dùng giường, thảm và đồ nội thất sản enzyme và phân phân kích cỡ micromét, dân cư phát ra khí methan, Khuôn mẫu trên các bức tường và tạo ra mycotoxin và bào tử, máy lạnh hệ thống có thể ủ bệnh và nấm mốc, cây trồng trong nhà, đất và xung quanh khu vườn có thể sản xuất phấn hoa, bụi, và nấm mốc.

## Ảnh hưởng đến sức khỏe
Ô nhiễm không khí là một yếu tố nguy cơ đáng kể đối với một số bệnh liên quan đến ô nhiễm và tình trạng sức khoẻ bao gồm nhiễm trùng hô hấp, bệnh tim, COPD, đột quỵ và ung thư phổi. Các ảnh hưởng sức khoẻ do ô nhiễm không khí có thể bao gồm khó khăn trong việc thở, khò khè, ho, hen suyễn và tình trạng trầm trọng của hô hấp và tim mạch. Những ảnh hưởng này có thể làm tăng việc sử dụng thuốc, tăng khám bác sĩ hoặc phòng cấp cứu, nhập viện nhiều hơn và tử vong sớm. Tác động của sức khoẻ con người đến chất lượng không khí nghèo nàn là rất lớn, nhưng chủ yếu ảnh hưởng đến hệ thống hô hấp và hệ thống tim mạch. Các phản ứng cá nhân đối với chất gây ô nhiễm  không khí tùy thuộc vào loại chất gây ô nhiễm mà người đó tiếp xúc, mức độ tiếp xúc, tình trạng sức khoẻ và di truyền của cá nhân. Các nguồn phổ biến nhất của ô nhiễm không khí bao gồm các hạt, ozon, nitơ dioxide, và dioxide lưu huỳnh. Trẻ em dưới 5 tuổi sống ở các nước đang phát triển là những người dễ bị tổn thương nhất về số tử vong do ô nhiễm không khí trong nhà và ngoài trời.

### Tử vong
Tổ chức Y tế Thế giới ước tính vào năm 2014 rằng mỗi năm ô nhiễm không khí gây ra cái chết non tháng của khoảng 7 triệu người trên toàn thế giới. Ấn Độ có tỷ lệ tử vong cao nhất do ô nhiễm không khí. Theo Tổ chức Y tế Thế giới, Ấn Độ cũng có nhiều ca tử vong do hen suyễn hơn bất kỳ quốc gia nào khác. Trong tháng 12 năm 2013, ô nhiễm không khí ước tính giết 500.000 người ở Trung Quốc mỗi năm. Có sự tương quan dương giữa tử vong do viêm phổi và ô nhiễm không khí do phát thải xe cơ giới.
Số tử vong hàng năm của người châu Âu do ô nhiễm không khí ước tính là 430.000. Nguyên nhân quan trọng của những người chết là nitơ dioxide và các oxide nitơ khác (NOx) phát ra từ các phương tiện giao thông đường bộ. Trên khắp Liên minh châu Âu, ô nhiễm không khí ước tính làm giảm tuổi thọ gần chín tháng. Nguyên nhân gây tử vong bao gồm đột quỵ, bệnh tim, COPD, ung thư phổi và nhiễm trùng phổi.
Ô nhiễm không khí đô thị ngoài khơi ước tính gây ra 1,3 triệu trường hợp tử vong trên toàn thế giới mỗi năm. Trẻ em đặc biệt có nguy cơ do sự non trẻ của hệ thống hô hấp của cơ thể.
Cục Bảo vệ Môi sinh Hoa Kỳ (EPA) ước tính rằng một loạt các thay đổi trong công nghệ động cơ diesel (Mức 2) có thể làm giảm 12.000 trường hợp tử vong sớm, 15.000 trường hợp nhồi máu cơ tim ít hơn, 6.000 phòng cấp cứu ít hơn trẻ em bị hen suyễn và 8.900 lượt nhập viện bệnh viện liên quan đến hô hấp ít hơn Năm tại Hoa Kỳ.
EPA đã ước tính rằng việc hạn chế nồng độ ozone ở mặt đất lên tới 65 phần tỷ, sẽ tránh được 1.700 đến 5.100 trường hợp tử vong sớm trên toàn quốc vào năm 2020 so với tiêu chuẩn 75-ppb. Cơ quan này dự kiến tiêu chuẩn bảo vệ nhiều hơn cũng sẽ ngăn ngừa thêm 26.000 trường hợp mắc bệnh hen suyễn trầm trọng và hơn một triệu trường hợp bị mất việc hoặc trường học. Theo đánh giá này, EPA đã hành động để bảo vệ sức khoẻ cộng đồng bằng cách giảm các tiêu chuẩn chất lượng không khí quốc gia (NAAQS) cho tầng ozone xuống 70 phần tỷ (ppb).
Một nghiên cứu kinh tế mới về tác động của sức khoẻ và chi phí liên quan đến ô nhiễm không khí ở lưu vực Los Angeles và Thung lũng San Joaquin ở Nam California cho thấy hơn 3.800 người chết sớm (khoảng 14 năm so với bình thường) mỗi năm bởi vì mức độ ô nhiễm không khí vi phạm liên bang tiêu chuẩn. Số người chết sớm hàng năm cao hơn đáng kể so với số tử vong liên quan đến va chạm tự động trong cùng khu vực, trung bình ít hơn 2.000 mỗi năm.
Diesel thải (DE) là một đóng góp chính cho ô nhiễm không khí có nguồn gốc từ sự cháy. Trong một số nghiên cứu thực nghiệm của con người, sử dụng thiết lập phòng phơi nhiễm tốt, DE đã được liên kết với rối loạn chức năng mạch máu cấp tính và tăng sự hình thành thrombus.
Các cơ chế liên kết ô nhiễm không khí với tử vong do tim mạch tăng lên không chắc chắn, nhưng có thể bao gồm viêm phổi và hệ thống.

### Bệnh tim mạch
Báo cáo năm 2007 về các bằng chứng cho thấy nguy cơ ô nhiễm không khí xung quanh là một yếu tố nguy cơ tương quan với tổng số tử vong tăng lên do các biến cố tim mạch (khoảng từ 12% đến 14%/10 microg/m³).
Ô nhiễm không khí cũng đang nổi lên như là một yếu tố nguy cơ cho đột quy,, đặc biệt là ở các nước đang phát triển có nồng độ ô nhiễm cao nhất. Một nghiên cứu năm 2007 cho thấy ở phụ nữ, ô nhiễm không khí không liên quan đến xuất huyết nhưng bị đột qu is thiếu máu cục bộ. Ô nhiễm không khí cũng có liên quan đến tỷ lệ mắc và tử vong tăng lên do đột qu cor động mạch vành trong một nghiên cứu đoàn hệ năm 2011.Các hiệp hội được cho là nguyên nhân và các hiệu ứng có thể được trung gian bởi co mạch, viêm cấp thấp và xơ vữa động mạch Các cơ chế khác như sự mất cân bằng hệ thống thần kinh tự trị cũng đã được gợi ý.

### Bệnh phổi
Bệnh phổi tắc nghẽn mạn tính (COPD) bao gồm các bệnh như viêm phế quản mạn tính và khí phế thũng mãn.
Các nghiên cứu đã chứng minh nguy cơ mắc bệnh hen suyễn và COPD do gia tăng ô nhiễm không khí do giao thông gây ra. Ngoài ra, ô nhiễm không khí có liên quan đến gia tăng tỷ lệ nhập viện và tử vong do hen suyễn
Một nghiên cứu được tiến hành vào những năm 1960-1961 sau trận Great Smog năm 1952 so với 293 cư dân Luân Đôn với 477 cư dân của Gloucester, Peterborough và Norwich, ba thị trấn có tỉ lệ tử vong thấp do viêm phế quản mạn tính. Tất cả các đối tượng là lái xe tải bưu điện nam từ 40 đến 59 tuổi. So với các đối tượng ở các thành phố xa xôi, các đối tượng tại Luân Đôn biểu hiện nhiều triệu chứng hô hấp nghiêm trọng hơn (bao gồm ho, đờm và khó thở), giảm chức năng phổi (FEV1 và lưu lượng đỉnh) Và tăng sản xuất đờm và nôn mửa. Sự khác biệt rõ rệt hơn đối với các đối tượng từ 50 đến 59 tuổi. Nghiên cứu này đã kiểm soát tuổi thọ và thói quen hút thuốc, do đó kết luận rằng ô nhiễm không khí là nguyên nhân chính gây ra nhiều sự khác biệt quan sát được.
Người ta tin rằng giống như xơ nang, sống trong một môi trường đô thị nhiều hơn các nguy cơ sức khỏe nghiêm trọng trở nên rõ ràng hơn. Các nghiên cứu đã chỉ ra rằng ở khu vực thành thị bệnh nhân bị nhược điểm nhầy, giảm chức năng phổi, và tự chẩn đoán bệnh viêm phế quản mãn tính và khí phế thũng.

### Ung thư
Ung thư chủ yếu là kết quả của các yếu tố môi trường.
Một bản đánh giá các bằng chứng về việc tiếp xúc với môi trường không khí xung quanh là một yếu tố nguy cơ cho bệnh ung thư trong năm 2007 đã tìm ra dữ liệu chắc chắn để kết luận rằng phơi nhiễm PM2.5 (các hạt bụi mịn có đường kính 2,5 μm hoặc nhỏ hơn) lâu dài sẽ làm tăng nguy cơ tử vong bất ngờ lên 6% Tăng 10 microg / m3. Tiếp xúc với PM2.5 cũng làm tăng nguy cơ tử vong do ung thư phổi (khoảng: 15% đến 21%/10 microg/m³) và tử vong do tim mạch (khoảng: 12% đến 14% mỗi 10 microg / m3 tăng). Cuộc đánh giá tiếp tục lưu ý rằng sống gần lưu lượng bận dường như có liên quan đến nguy cơ cao của ba kết quả này --- sự gia tăng số ca tử vong do ung thư phổi, tử vong do tim mạch và tổng tử vong do tai nạn. Các nhà phê bình cũng tìm thấy bằng chứng gợi ý rằng việc tiếp xúc với PM2.5 có liên quan đến tử vong do bệnh tim mạch và phơi nhiễm với SO2 làm tăng tử vong do ung thư phổi nhưng số liệu không đủ để đưa ra những kết luận chắc chắn. Một cuộc điều tra cho thấy rằng mức độ hoạt động cao hơn làm gia tăng tỷ lệ lắng đọng của các hạt aerosol trong phổi người và đề nghị tránh các hoạt động nặng như chạy trong không gian ngoài trời tại các khu vực bị ô nhiễm.
Năm 2011, một nghiên cứu dịch tễ học của Đan Mạch cho thấy nguy cơ ung thư phổi gia tăng đối với những bệnh nhân sống ở những khu vực có nồng độ oxide nitơ cao. Trong nghiên cứu này, hiệp hội đã cao hơn đối với người không hút thuốc so với người hút thuốc. Một nghiên cứu bổ sung của Đan Mạch, cũng trong năm 2011, cũng ghi nhận bằng chứng về mối liên quan giữa ô nhiễm không khí và các dạng ung thư khác, bao gồm ung thư cổ tử cung và ung thư não.
Vào tháng 12 năm 2015, các nhà khoa học y khoa đã báo cáo rằng bệnh ung thư là một kết quả của các yếu tố môi trường, và phần lớn là không thành công. Theo các nhà nghiên cứu, việc duy trì cân nặng khỏe mạnh, ăn một chế độ ăn uống lành mạnh, giảm thiểu cồn và loại bỏ hút thuốc làm giảm nguy cơ phát triển bệnh.

### Trẻ em
Tại Hoa Kỳ, bất chấp luật thông qua Luật Không khí sạch vào năm 1970, trong năm 2002 có ít nhất 146 triệu người Mỹ đang sinh sống ở các khu vực không đạt chuẩn - khu vực có nồng độ các chất ô nhiễm không khí vượt quá tiêu chuẩn của liên bang. Các chất gây ô nhiễm nguy hiểm này được gọi là các chất ô nhiễm tiêu chuẩn, bao gồm ozon, chất rắn, lưu huỳnh dioxide, nitơ dioxide, carbon monoxide và chì. Các biện pháp bảo vệ để đảm bảo sức khoẻ của trẻ em đang được thực hiện tại các thành phố như New Delhi, Ấn Độ, nơi xe buýt sử dụng khí tự nhiên nén để giúp loại bỏ sương khói hạt đậu "súp-đậu".

## Phẩm lượng không khí tại các thành phố

### Châu Á
Thành phố Zabol (Iran) bị coi là nơi ô nhiễm không khí nặng nhất thế giới. New Delhi (Ấn Độ) vốn đứng đầu bảng đã xuống hạng 11. Từ năm 2013 đến 2015, giới chức Ấn Độ cấm xe cũ đi vào thành phố, đóng cửa các nhà máy điện chạy bằng than cũ và phạt nặng hành vi đốt rác, gây ô nhiễm. Tuy nhiên, 4 thành phố Ấn Độ khác là Gwalior, Allahabad, Patna và Raipur đã vượt qua New Delhi, nằm ở vị trí số 2, 3, 6, 7 trong danh sách ô nhiễm nhất thế giới.
Trong khi đó, Việt Nam đứng trong top 10 các nước ô nhiễm không khí trên thế giới (do trung tâm nghiên cứu môi trường thuộc Đại học Yale và Columbia của Mĩ thực hiện báo cáo thường niên mang tên The Environmental Performance Index hay còn gọi là EPI).

### Các nước phát triển
Nơi ô nhiễm nặng nhất ở Mỹ là Visalia-Porterville song xếp thứ 1.080, rất xa so với các quốc gia đang phát triển. Những địa danh nổi tiếng khác như Paris nằm ở vị trí 1.116, Luân Đôn giữ hạng 1.389 và khu vực New York - Ney - Long Island chiếm mục 2.369.